# Automobili Lamborghini (jogo eletrônico)
Automobili Lamborghini é um jogo eletrônico de corrida desenvolvido e publicado pela Titus France para Nintendo 64. Ele é a sequência de Lamborghini American Challenge (1993).
Em 1998, uma versão melhorada intitulada Super Speed Race 64 (スーパースピードレース64) foi lançada exclusivamente no Japão. Essa versão foi distribuída pela Taito e apresentada como sucessora da série Speed Race. As melhorias incluem um novo nível de dificuldade, a possibilidade de personalizar livremente os controles, a introdução de clima e imagens reais de vários modelos da Lamborghini com seus nomes exibidos antes da tela de demonstração.

## Jogabilidade
Automobili Lamborghini é um jogo de corrida em estilo arcade, similar a Ridge Racer ou à série Need for Speed. Há quatro modos de jogo: Arcade, Campeonato, Corrida Única e Contrarrelógio. Arcade e Campeonato consistem em uma série de corridas com a possibilidade de desbloquear vários carros; Corrida Única é um modo de prática em condições normais de corrida, e Contrarrelógio é uma corrida para um único jogador contra os melhores tempos do próprio.
Para jogar nesses modos, o jogo apresenta oito veículos que se assemelham a supercarros de verdade: os dois carros padrão, que representam o Lamborghini Diablo e o Lamborghini Countach; e seis carros desbloqueáveis obtidos ao vencer as seis configurações de campeonatos, que representam o Porsche 959, a Ferrari F50, a Ferrari Testarossa, o Dodge Viper, o McLaren F1 e o Bugatti EB 110.

## Recepção
A recepção de Automobili Lamborghini variou de mista a positiva. Críticos elogiaram amplamente os gráficos e a alta taxa de quadros, mesmo em corridas com quatro jogadores e tela dividida. A Next Generation o chamou de "um dos mais belos jogos de corrida no que é, sem dúvida, o gênero mais completo para o console" e a GameSpot comentou que "as estradas e os cenários são lindamente renderizados e passam rapidamente. É um verdadeiro ataque ao seu equilíbrio. A ilusão da força G é inegável, assim como a sensação de simplesmente voar sobre a pista."
O jogo vendeu mais de 500 mil unidades.